# Chase Oliver
Chase Russell Oliver, né le 16 août 1985 à Nashville (Tennessee), est un homme politique américain. Candidat du Parti libertarien pour l'élection présidentielle américaine de 2024, il réalise un score de 0,4 %.
D'abord engagé localement comme militant politique, Chase Oliver est candidat en 2020 dans le 5e district congressionnel de Géorgie. Il est également candidat lors des élections sénatoriales américaines de 2022 en Géorgie. Il reçoit plus de 2 % des voix. Les partisans des deux principaux partis le qualifient de spoiler candidate (en), ayant forcé Raphael Warnock à se présenter pour un second tour contre Herschel Walker.

## Biographie

### Jeunesse et premiers engagements militants
Chase Russell Oliver naît le 16 août 1985 à Nashville, dans le Tennessee. Il travaille dans le secteur de la restauration pendant treize ans avant de s'engager dans le militantisme politique.
Le 15 mai 2023, Chase Oliver prend la parole lors d'une réunion du conseil municipal d'Atlanta pour s'opposer à Cop City, un projet de centre d'entraînement de grande ampleur pour les forces de police. Lors de son discours, il souligne la défiance croissante des citoyens vis-à-vis des autorités et de la police. Il se prononce contre la surmilitarisation de la police et son immunité face aux poursuites. Il fait également pression pour que le conseil municipal d'Atlanta améliore les installations de formation existantes plutôt que de raser des espaces de forêt précédemment destinés par le conseil municipal à devenir des espaces verts publics,.

### Carrière politique
Chase Oliver soutient Barack Obama lors de l'élection présidentielle américaine de 2008, mais il met fin à son soutien après qu'Obama a pris la décision de poursuivre la guerre d'Irak. Il rejoint le Parti libertarien en 2010 après avoir rencontré plusieurs de ses membres lors de la Pride d'Atlanta,.

#### Campagne de 2020 pour la Chambre des représentants
Chase Oliver se présente pour la première fois à une fonction publique en 2020. Il est candidat du Parti libertarien pour l'élection partielle du 5e district congressionnel de Géorgie en 2020, pour remplacer John Lewis, mort d'un cancer du pancréas quelques mois plus tôt. Il obtient 2 % des voix et est éliminé lors de la primaire générale.

#### Campagne de 2022 pour le Sénat
Après sa désignation comme candidat libertarien lors des élections sénatoriales américaines de 2022 en Géorgie, Chase Oliver affronte le sortant démocrate Raphael Warnock et son adversaire du Parti républicain Herschel Walker,. Il devient ainsi le premier candidat à une élection sénatoriale en Géorgie à être ouvertement gay.
Le 16 octobre 2022, Chase Oliver participe à un débat organisé par Georgia Public Broadcasting entre Warnock et lui, ainsi qu'un podium vide représentant Walker, qui a refusé d'assister au débat.
Le jour du scrutin, il reçoit plus de 2 % des voix. Ses opposants démocrate et républicain le qualifient de spoiler candidate (en) et affirment que les voix qu'il a reçues nécessitent la tenue d'un second tour entre les candidats au Sénat. Lors du second tour, il refuse d'apporter son soutien à l'un des deux candidats, tout en proposant d'organiser un événement sur un forum Internet entre les deux. Rolling Stone met l'accent sur son influence importante dans le scrutin, qui sera finalement remporté par le démocrate Warnock.

#### Candidature à l'élection présidentielle de 2024
Le 2 décembre 2022, Chase Oliver annonce la formation d'un comité exploratoire en vue d'une candidature à la primaire libertarienne pour l'élection présidentielle de 2024. Il déclare officiellement sa candidature à l'élection présidentielle le 7 avril 2023,.
Il fait campagne principalement en Iowa durant l'été 2023,. Le 19 août 2023, il prend la parole à la foire d'État de l'Iowa, devenant le premier homme politique issu d'un troisième parti à y intervenir,.
Chase Oliver se présente à la « première élection primaire présidentielle libertarienne de l'Oklahoma depuis que le parti a été officiellement reconnu en 2016 ». Aux côtés de l'autre candidat aux primaires libertariennes Jacob Hornberger, il obtient l'accès au scrutin en recueillant des signatures d'électeurs dans chaque district congressionnel,. Avec 61 % des voix, il remporte la primaire libertarienne dans cet État, qui a lieu le Super Tuesday, le 5 mars 2024.
En janvier 2024, Chase Oliver et l'autre candidat libertarien Lars Mapstead travaillent ensemble pour obtenir le statut de « major party » et l'accès au scrutin primaire pour le Parti libertarien du Maine. Par la suite, Chase Oliver se rend dans l'Iowa afin de faire campagne en vue des caucus libertariens. Il remporte le caucus avec 42,7 % des voix.
Le 29 février 2024, il participe à un débat entre candidats à la présidentielle organisé par la Free & Equal Elections Foundation, aux côtés de son rival libertarien Lars Mapstead, de la candidate du Parti pour le socialisme et la libération Claudia De la Cruz, de la candidate du Parti vert Jill Stein et de Jasmine Sherman, choisie par l'Unicorn Party. Tous s'accordent sur leur rejet du système bipartisan et appellent à changer le système pour favoriser l'émergence d'un troisième parti,.
Chaser Oliver remporte la nomination libertarienne à l'issue du septième tour de scrutin à la Convention nationale, devançant Michael Rectenwald. Il désigne Mike ter Maat comme colistier.
Il reçoit le soutien du journaliste et animateur John Stossel, qui dit le préférer à la candidate du Parti démocrate Kamala Harris et au candidat du Parti républicain Donald Trump,.

## Positions politiques
Chase Oliver est considéré comme faisant partie de l'aile traditionnelle du Parti libertarien. Il est membre du caucus libéral classique, plus à gauche que le reste du parti,,,.
The Gazette le décrit comme un « libertarien pro-armes, pro-réforme de la police, pro-choix ». Chase Oliver se présente lui-même comme « armé et gay »,.

### Santé
Chase Oliver est pro-choix, en faveur d'une légalisation de l'avortement dans tout le pays, expliquant « Je ne crois pas que ce soit ma décision ou celle du gouvernement de dire aux femmes quoi faire de leur corps. ». Il est cependant opposé au financement de l'avortement par l'argent public. Il soutient l'amendement Hyde, qui vise à empêcher le remboursement de l'avortement, sauf en cas de grossesse résultant de faits d'inceste ou d'un viol, ou menaçant la vie de la mère.
Il veut supprimer progressivement le système de soins de santé Medicare pour les jeunes Américains.
En matière de politique sur les drogues, Chase Oliver milite pour la fin de la politique War on Drugs et soutient la légalisation du cannabis. Il est aussi favorable à la l'abrogation du Controlled Substances Act et la dépénalisation de toutes les drogues.

### Justice pénale
L'appel à la libération de Ross Ulbricht, créateur d'une plateforme de vente, notamment de produits illégaux, sur le dark web, devient une cause célèbre dans les cercles libertariens américains après sa lourde condamnation. Dans le numéro de novembre 2024 du magazine Reason, Chase Oliver déclare : « J'aimerais voir [Donald Trump], s'il était élu, commuer la peine de Ross Ulbricht. Franchement, si j'étais président, je lui accorderais un pardon total ». Le candidat se dit également favorable à l'abandon des poursuites contre Edward Snowden, Julian Assange et l'ensemble des personnes condamnées pour des « crimes sans victimes ».
Chase Oliver soutient la fin de l’immunité qualifiée pour les forces de l’ordre au niveau fédéral. Il est également favorable à l'abolition de  la peine de mort au niveau fédéral.

### Changement climatique et économie
Chase Oliver estime que le libre marché est une voie pour trouver la solution au changement climatique. Il soutient que si les entreprises sont laissées se développer, elles seront incitées à développer des technologies qui remplaceront à terme les combustibles fossiles. 7
En tant que candidat, il soutient le libre-échange et s'oppose à la mise en place de droits de douane. Il soutient également l'exigence d'un budget fédéral équilibré, sans déficit, et une réduction de l’inflation.

### Éducation
Chase Oliver soutient la suppression du département de l'Éducation et plaide pour « davantage de choix sur le marché de l'éducation, État par État ». Il s'oppose à une aide fédérale pour les prêts étudiants et soutient plutôt l'annulation de la dette des étudiants en cas de faillite.

### Immigration
Oliver soutient un système d'immigration de type « Ellis Island », affirmant : « Si vous venez ici pour travailler et être en paix, ce ne sont pas mes affaires. ». Il est en faveur de l'existence d'une voie d'accès à la citoyenneté pour migrants clandestins.

### Affaires étrangères
Chase Oliver s'oppose à l'aide militaire américaine à Israël et à l'Ukraine dans le cadre de l'invasion russe. Il qualifie la guerre israélienne à Gaza de génocide. Le candidat soutient également la fermeture des bases militaires américaines à l’étranger,. John Stossel décrit Oliver comme le « candidat le plus anti-guerre » parmi les personnes se présentant à l'élection présidentielle.

### Droits relatifs aux armes à feu
Lors d'un débat face à Raphael Warnock en 2022, Chase Oliver exprime son soutien au droit au port d'armes à feu, déclarant : « Les homosexuels armés sont plus difficiles à opprimer et à abattre ». Il s'oppose ainsi à l'interdiction des bump stocks. John Stossel affirme également qu'« Oliver soutient le droit au port d'armes à feu ».

### Droits LGBT
Chase Oliver s'oppose à l'intervention de l'État dans les affaires privées des citoyens, relatives aux soins de santé des personnes transgenres. Il est également opposé à la décision gouvernementale de participation ou d'exclusion des femmes transgenres dans les sports féminins, estimant que de telles décisions devraient être prises par les ligues sportives au cas par cas et non par le gouvernement. Chase Oliver est toutefois fermement contre la chirurgie de réassignation sexuelle chez les moins de 18 ans.
Il s'oppose aux lois à l'encontre des spectacles de drag, estimant que le drag « peut aller d'un spectacle entièrement familial à quelque chose d'assez explicite - tout comme le cinéma, la musique, les arts visuels ». Il fait valoir que, si un parent peut emmener son enfant voir La Passion du Christ, il peut emmener ses enfants voir du drag. Il estime que les lois existantes sur l’obscénité, ainsi que la surveillance parentale, suffisent à protéger les enfants des contenus répréhensibles.

## Vie privée
Chase Oliver est ouvertement homosexuel,.